# Сиямяе
59°25′01″ пн. ш. 24°51′01″ сх. д. / 59.41694° пн. ш. 24.85028° сх. д.
Сиямяе (ест. Sõjamäe) — мікрорайон у районі Ласнамяє міста Таллінн. Мікрорайон розташований на височині Сиямягі. Його населення становить всього 140 чоловік (1 січня 2014). В південній частині мікрорайону розташована частина території Талліннського аэропорту. Мікрорайон забудований в основному промисловими, торговими та офісними будівлями. Основними вулицями є Суур-Сиямяе, Петербурі теє, Тарту маантеє, Смуулі теє. В мікрорайоні курсують автобусні маршрути номер 2, 7, 15, 45, 54, 55, 58, 65

## Історія

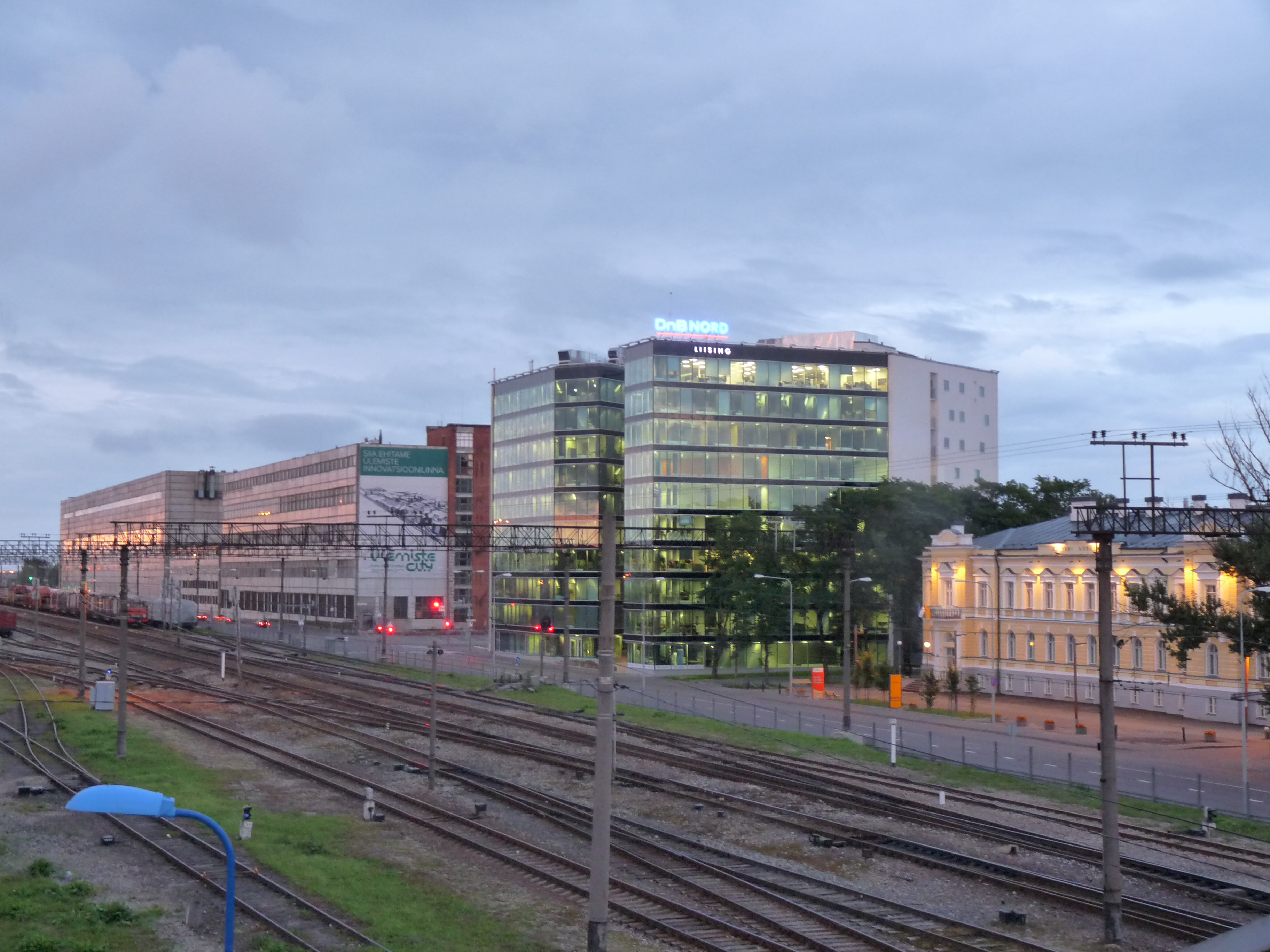
Ділові та промислові будівлі в Сиямяе

В 1343 році на пагорбі Сіямягі відбулась одна з вирішальних битв Селянської війни. Раніше на сході мікрорайону знаходилось верхове болото Сиямяе. Площа болота становила 1 км², середня товщина торф'яника була 2,5 м, а максимальна товщина — 6,7 м. З болота брали початок струмки Руунаойя та Хундікурістіку ойя. В наш час від болота практично нічого не залишилось.
В 1817 році міський м'ясник Йоганн Веймар побудував літню садибу Сиямяе на околицях сучасної вулиці Вяйке-Сиямяе. По назві садиби і був названий мікрорайон. В 1887  більша частина земель мизи була віддана в оренду. В 1928 році межі орендної землі були змінені і на 1028 гектарах були побудовані 362 хутори. В 1926 землі орендарів перейшли у власність держави. До 1931 року в садиби залишилось 35 гектарів землі. Сьогодні на місці колишньої будівлі садиби знаходиться аеропорт.
З 1960-х років на території Сиямяе почалось будівництво промислових підприємств. Тут був побудований тютюновий завод Eesti Tubakas і технологічне бюро Дезінтегратор. В 1984 році на вулиці Суур-Сиямяе був побудований цех виробничого підприємства Полімер. В 1993 в мікрорайоні був побудований завод одного з великих роботодавців в Ласнамяє, компанії Elcoteq.

## Населення
За даними самоуправління Таллінна, на 1 січня 2014 року населення Сиямяе становило 140 мешканців.  Чоловіків серед них 48 %. Естонці становлять 29 % жителів мікрорайону.
| 2008 | 2010  | 2011 | 2012  | 2014  |
| ---- | ----- | ---- | ----- | ----- |
| 114  | ↗ 121 | 121  | ↗ 126 | ↗ 140 |